# Mayada Al-Sayad
Mayada Al-Sayad (ur. 26 października 1992) – palestyńska lekkoatletka specjalizująca się w biegach długodystansowych, olimpijka.

## Życiorys
Jej ojciec jest Palestyńczykiem, a matka Niemką. Dzięki temu posiada podwójne obywatelstwo. Jej wyjazdy na duże imprezy zagraniczne zazwyczaj opłacane są przez Palestyński Komitet Olimpijski, ale sama zawodniczka sponsorowana jest głównie przez ojca, który w Köpenick prowadzi firmę produkującą sprzęt dentystyczny. Większość czasu przebywa w Niemczech, gdzie od 2014 r. trenuje w klubie Fortuna Marzahn. Jej obecnym trenerem jest Hans-Jürgen Stephan.
W 2015 roku wzięła udział w Mistrzostwach Świata w Pekinie, gdzie w maratonie zajęła 50. lokatę. Rok później uzyskała prawo startu w maratonie na Letnich Igrzyskach Olimpijskich w Rio de Janeiro. Została tym samym pierwszą palestyńską lekkoatletką biorącą udział w maratonie na igrzyskach olimpijskich. Dodatkowo, była chorążym reprezentacji Palestyny podczas ceremonii otwarcia tych igrzysk. Na samych igrzyskach zajęła 67. pozycję w gronie 133 zawodniczek, które ukończyły ten bieg. W 2017 roku wystartowała na Igrzyskach solidarności islamskiej w Baku oraz Mistrzostwach Świata w Londynie. W Azerbejdżanie, na dystansie 10 000 metrów była 8., a w Wielkiej Brytanii zajęła 68. miejsce w maratonie. Dwa lata później, w duńskim Aarhus, wzięła udział w swoich pierwszych Mistrzostwach Świata w Biegach Przełajowych, gdzie z wynikiem 43:24 zajęła 94. pozycję na 115 sklasyfikowanych zawodniczek. Jej celem na najbliższy rok jest udział w Letnich Igrzyskach Olimpijskich 2020.
Jest rekordzistką Palestyny w biegach na dystansie od 3000 m do maratonu oraz w hali na 1500 m.

## Osiągnięcia
| Rok  | Impreza                                   | Miejsce        | Konkurencja           | Lokata      | Wynik    |
| ---- | ----------------------------------------- | -------------- | --------------------- | ----------- | -------- |
| 2015 | Mistrzostwa świata                        | Pekin          | maraton               | 50. miejsce | 2:53:39  |
| 2016 | Igrzyska olimpijskie                      | Rio de Janeiro | maraton               | 67. miejsce | 2:42:28  |
| 2017 | Igrzyska solidarności islamskiej          | Baku           | bieg na 10 000 metrów | 8. miejsce  | 36:20,46 |
| 2017 | Mistrzostwa świata                        | Londyn         | maraton               | 68. miejsce | 2:54:58  |
| 2019 | Mistrzostwa świata w biegach przełajowych | Aarhus         | bieg seniorek         | 94. miejsce | 43:24    |
| 2019 | Mistrzostwa świata                        | Doha           | bieg maratoński       | 39. miejsce | 3:10:30  |

## Rekordy życiowe
- Bieg na 5000 metrów – 16:18,34 (2017) rekord Palestyny
- Bieg na 10 000 metrów – 34:48,07 (2016) rekord Palestyny
- Półmaraton – 1:14:51 (2020) rekord Palestyny
- Maraton – 2:39:28 (2019) rekord Palestyny